# Фонд экологической безопасности
Фонд экологической безопасности (Foundation for Ecological Security или FES) — индийская некоммерческая организация, которая работает над сохранением окружающей среды и природных ресурсов посредством коллективных действий местных сообществ. FES играл роль первопроходца в содействии местным органам самоуправления в борьбе с бедностью и сохранении своих сельхозугодий, помогал сельским общинам эффективно руководить своими хозяйствами не в ущерб экологии, развивать образование, здравоохранение и справедливый доступ к экономическим возможностям. Фонд помогает бедным крестьянам оформлять паи на государственные земли, инструктирует их как получать высокие урожаи и при этом не наносить ущерб окружающей среде, как правильно расходовать водные и лесные ресурсы, как сохранять почвы и фауну, как поднимать производительность труда. Организация создана в 2001 году, базируется в городе Ананд. К 2015 году FES обеспечил права индийских сообществ почти на 4 миллиона акров земли, предоставив им прочную основу для строительства безбедной жизни.
Основными районами деятельности Фонда являются штаты Гуджарат, Раджастхан, Андхра-Прадеш, Карнатака, Орисса и Мадхья-Прадеш. В 2015 году FES получил премию за социальное предпринимательство от Фонда Сколла, ранее он был награждён Elinor Ostrom Award и Times of India Social Impact Awards.

## История
В Индии много бедных сельских общин полагаются на принадлежащие государству земли, на которых они добывают еду и средства к существованию (общинные земли составляют около четверти земельного фонда страны, на них проживает более 200 млн сельских жителей). Раньше этими землями плохо управляли, их сильно и неправильно эксплуатировали, что нередко приводило к деградации почвы. У государственных чиновников, управляющих издалека, имеется мало возможностей вмешаться для исправления этой ситуации. Джагдиш Рао Пуппала, попавший во время университетских исследований в бедную деревню, решил продвигать в массы идею, что благосостояние сельских общин зависит от баланса социальных и экологических систем.
В 2001 году Рао присоединился к Фонду как его первый сотрудник. Он и его последователи разъясняли крестьянам, что те могут влиять на свою жизнь, бороться с бедностью и экологической деградацией деревни, совместно управлять ресурсами, одновременно бережно к ним относясь. За годы существования Фонд работал в свыше 7000 деревнях, где проживало более 4 млн сельских жителей. С помощью Фонда удалось перевести под деревенское управление 1,5 млн гектаров общинных земель. Во всех этих деревнях существенно улучшилась экологическая обстановка, включая качество почв, уровень грунтовых вод и разнообразие фауны, повысились урожаи и доля используемых земель (в среднем доход сельских жителей с гектара земли вырос до 1,4 тыс. долларов). Деревенские общины с помощью научных рекомендаций Фонда выбирали, чем им выгоднее заниматься: зерновыми, животноводством или лесным хозяйством.
В 2010 году Сеть Омидьяра инвестировала в Фонд 2,1 млн долларов для обеспечения бедняков правом на общинные земли. Среди других инвесторов и спонсоров Фонда: правительства штатов Гуджарат и Раджастхан, Фонд Форда, Международный исследовательский институт продовольственной политики, Мичиганский университет, Arghyam, National Bank for Agriculture and Rural Development, Hindustan Unilever Foundation, Royal Bank of Scotland Foundation, Sir Dorabji Tata and Allied Trusts, Jamsetji Tata Trust, Sir Ratan Tata Trust, The Duleep Matthai Nature Conservation Trust, Ensemble Foundation, Deutsche Gesellschaft für Internationale Zusammenarbeit, Grow-Trees, ITC Sunehra Kal Initiative, UNDP-GEF Small Grants Programme и Welthungerhilfe.